# Танистрофеи
Танистрофеите (Tanystropheus) са изчезнал род архозавроморфни влечуги, живели през триаса в Европа, Азия и Северна Америка. Отличават се с изключително дългата си шия, по-дълга от торса и опашката взети заедно. Вратът се състои от 13 прешлена, подсилени от обширни цервикални ребра.  

## Етимология
Името на рода идва от старогръцки: τανυ~ – дълъг и στροφευς – на панти.

## Начин на живот
Диетата на танистрофеите е широко обсъждана в миналото, но най-новите проучвания показват, че те са били рибоядни. Зъбите в предната част на муцуната са дълги, конични и преплитащи се, подобни на тези на нотозаврите и плезиозаврите. Това вероятно е адаптация за улавяне на водна плячка. Освен това в стомашната област на някои екземпляри са открити рибени люспи и кукички от пипала на главоноги, което допълнително подкрепя тезата за рибна диета.

## Таксономия
Танистрофеите са един от най-добре описаните архозавроморфи без самите архозаври. Открити са множество техни вкаменелости, включително почти цели скелети. Някои видове в рамките на рода може да са достигали обща дължина от 6 m. Tanystropheus е род в семейство Tanystropheidae, включващо много триаски архозавроморфи с дълги вратове.
Род Tanystropheus съдържа поне два потвърдени вида: по-малкия T. longobardicus и по-големия T. hydroides.